# Đội tuyển Fed Cup Hồng Kông
Đội tuyển Fed Cup Hồng Kông đại diện Hồng Kông ở giải đấu quần vợt Fed Cup và được quản lý bởi Hiệp hội Quần vợt Hồng Kông. Đội thi đấu ở Nhóm II khu vực châu Á/châu Đại Dương in 2016.

## Thành viên đội tuyển
Tính đến Fed Cup 2015 Nhóm I khu vực châu Á/châu Đại Dương – Bảng A:
- Ling Zhang
- Sher Chun-wing
- Wu Ho-ching
- Ng Man-ying

## Lịch sử
Hong Kong tham gia kì Fed Cup đầu tiên vào năm 1981. Thành tích tốt nhất của họ là vào đến vòng 16 đội các năm 1982 và 1990.